# Conamblys brevis
Conamblys brevis là một loài bọ cánh cứng trong họ Cerambycidae.